# Conistra politina
Conistra politina är en fjärilsart som beskrevs av Otto Staudinger 1888. Conistra politina ingår i släktet Conistra och familjen nattflyn. Inga underarter finns listade i Catalogue of Life.